# Deutsche Fußballmeisterschaft 1952/53
Deutscher Fußballmeister 1953 wurde der 1. FC Kaiserslautern. Die Pfälzer gewannen den Titel durch einen 4:1-Sieg über den VfB Stuttgart. Pokalsieger wurde Rot-Weiss Essen.

## Teilnehmer an der Endrunde
| Eintracht Frankfurt  | → Meister der Oberliga Süd 1952/53        |
| VfB Stuttgart        | → Zweiter der Oberliga Süd 1952/53        |
| Borussia Dortmund    | → Meister der Oberliga West 1952/53       |
| 1. FC Köln           | → Zweiter der Oberliga West 1952/53       |
| 1. FC Kaiserslautern | → Meister der Oberliga Südwest 1952/53    |
| Hamburger SV         | → Meister der Oberliga Nord 1952/53       |
| Holstein Kiel        | → Zweiter der Oberliga Nord 1952/53       |
| SC Union 06 Berlin   | → Meister der Vertragsliga Berlin 1952/53 |

## Vorrunde

### Gruppe 1
| Datum     |                      | Ergebnis  | !Zuschauer                     |
| --------- | -------------------- | --------- | ------------------------------ |
| So 03.05. | Eintracht Frankfurt  | 2:0 (2:0) | 1. FC Köln \|052.500           |
| So 03.05. | 1. FC Kaiserslautern | 2:1 (1:0) | Holstein Kiel \|050.000        |
| So 10.05. | 1. FC Köln           | 1:2 (0:1) | 1. FC Kaiserslautern \|062.500 |
| So 10.05. | Holstein Kiel        | 0:1 (0:0) | Eintracht Frankfurt \|028.000  |
| So 17.05. | Eintracht Frankfurt  | 0:1 (0:0) | 1. FC Kaiserslautern \|069.000 |
| So 17.05. | 1. FC Köln           | 3:2 (2:0) | Holstein Kiel \|030.000        |
| So 24.05. | 1. FC Kaiserslautern | 5:1 (4:0) | Eintracht Frankfurt \|040.000  |
| So 24.05. | Holstein Kiel        | 2:2 (2:1) | 1. FC Köln \|009.000           |
| So 31.05. | Eintracht Frankfurt  | 4:1 (1:1) | Holstein Kiel \|008.000        |
| So 31.05. | 1. FC Kaiserslautern | 2:2 (2:1) | 1. FC Köln \|037.500           |
| So 07.06. | 1. FC Köln           | 0:0       | Eintracht Frankfurt \|020.000  |
| So 07.06. | Holstein Kiel        | 2:4 (0:2) | 1. FC Kaiserslautern \|017.500 |

#### Abschlusstabelle
| Pl. | Verein               | Sp. | S | U | N | Tore    | Quote | Punkte |
| --- | -------------------- | --- | - | - | - | ------- | ----- | ------ |
| 1.  | 1. FC Kaiserslautern | 6   | 5 | 1 | 0 | 016:700 | 2,29  | 11:10  |
| 2.  | Eintracht Frankfurt  | 6   | 3 | 1 | 2 | 008:700 | 1,14  | 07:50  |
| 3.  | 1. FC Köln           | 6   | 1 | 3 | 2 | 008:100 | 0,80  | 05:70  |
| 4.  | Holstein Kiel        | 6   | 0 | 1 | 5 | 008:160 | 0,50  | 01:11  |

### Gruppe 2
| Datum     |                    | Ergebnis  |                    |
| --------- | ------------------ | --------- | ------------------ |
| So 03.05. | Borussia Dortmund  | 2:1 (1:1) | VfB Stuttgart      |
| So 03.05. | SC Union 06 Berlin | 2:2 (1:1) | Hamburger SV       |
| So 10.05. | VfB Stuttgart      | 6:0 (2:0) | SC Union 06 Berlin |
| So 10.05. | Hamburger SV       | 3:4 (0:1) | Borussia Dortmund  |
| So 17.05. | Borussia Dortmund  | 4:0 (0:0) | SC Union 06 Berlin |
| So 17.05. | VfB Stuttgart      | 2:1 (1:1) | Hamburger SV       |
| So 24.05. | Borussia Dortmund  | 4:1 (1:0) | Hamburger SV       |
| So 24.05. | SC Union 06 Berlin | 1:3 (1:2) | VfB Stuttgart      |
| So 31.05. | Hamburger SV       | 1:2 (1:2) | VfB Stuttgart      |
| So 31.05. | SC Union 06 Berlin | 0:2 (0:1) | Borussia Dortmund  |
| So 07.06. | VfB Stuttgart      | 2:1 (0:0) | Borussia Dortmund  |
| So 07.06. | Hamburger SV       | 3:1 (1:0) | SC Union 06 Berlin |

#### Abschlusstabelle
| Pl.                        | Verein             | Sp. | S | U | N | Tore    | Quote | Punkte |
| -------------------------- | ------------------ | --- | - | - | - | ------- | ----- | ------ |
| 1.                         | VfB Stuttgart      | 6   | 5 | 0 | 1 | 016:600 | 2,67  | 10:20  |
| 2.                         | Borussia Dortmund  | 6   | 5 | 0 | 1 | 017:700 | 2,43  | 10:20  |
| 3.                         | Hamburger SV       | 6   | 1 | 1 | 4 | 011:150 | 0,73  | 03:90  |
| 4.                         | SC Union 06 Berlin | 6   | 0 | 1 | 5 | 004:200 | 0,20  | 01:11  |
| damals zählte die Torquote |                    |     |   |   |   |         |       |        |

## Finale
| 1. FC Kaiserslautern                              | 1. FC Kaiserslautern | VfB Stuttgart | VfB Stuttgart |
| ------------------------------------------------- | --- | --- | ------------- |
| 1. FC Kaiserslautern                              | \| Sonntag, 21. Juni 1953 in Berlin (Olympiastadion) \| \| Ergebnis: 4:1 (1:0) \| \| Zuschauer: 80.000 \| \| Schiedsrichter: Günther Ternieden (Oberhausen) \|                                     | \| Sonntag, 21. Juni 1953 in Berlin (Olympiastadion) \| \| Ergebnis: 4:1 (1:0) \| \| Zuschauer: 80.000 \| \| Schiedsrichter: Günther Ternieden (Oberhausen) \|                                                | VfB Stuttgart |
| 1. FC Kaiserslautern                              | Willi Hölz – Ernst Liebrich, Werner Kohlmeyer – Horst Eckel, Werner Liebrich, Otto Render – Erwin Scheffler, Fritz Walter, Ottmar Walter, Willi Wenzel, Karl Wanger Cheftrainer: Richard Schneider | Karl Bögelein – Werner Liebschwager, Richard Steimle – Robert Schlienz, Erich Retter, Leo Kronenbitter – Otto Baitinger, Erwin Waldner, Roland Wehrle, Peter Krieger, Rolf Blessing Cheftrainer: Georg Wurzer | VfB Stuttgart |
| 1. FC Kaiserslautern                              | 1:0 F. Walter (37.) 2:0 Wanger (57.) 3:1 Scheffler (78.) 4:1 Wenzel (83.) | 2:1 Kronenbitter (72.) | VfB Stuttgart |
| Sonntag, 21. Juni 1953 in Berlin (Olympiastadion) | | |               |
| Ergebnis: 4:1 (1:0)                               | | |               |
| Zuschauer: 80.000                                 | | |               |
| Schiedsrichter: Günther Ternieden (Oberhausen)    | | |               |